# 51 Эридана b
51 Эридана b — юпитероподобная экзопланета, обращающаяся вокруг молодой звезды 51 Эридана, в созвездии Эридана. Находится на расстоянии около 100 световых лет от Солнца. Её возраст около 20 млн лет.

## Общие сведение
Об открытии 51 Эридана b было объявлено в августе 2015 года, однако само открытие состоялось в декабре 2014 года. Данные о новой планете были получены с использованием инструмента Gemini Planet Imager, в ходе международного проекта, под эгидой Института Астрофизики Частиц и Космологии им. Кавли (KIPAC). 51 Эридана b стала первой экзопланетой, открытой при помощи данного инструмента. Gemini Planet Imager был создан специально для поиска и изучения тусклых, молодых планет, обращающихся вокруг ярких звёзд, методом прямого наблюдения. Метод прямого наблюдения позволяет астрономам применять адаптивную оптику для увеличения разрешения изображения целевой звезды, с последующей фильтрацией её света. Любые оставшиеся после фильтрации световые пятна изучаются, и наиболее яркие из них предполагают наличие возможной планеты.
Учёные дают оценку массы планеты в две массы Юпитера, и содержание метана на втором из всех изученных экзопланет месте, после GJ 504 b. Высокое содержание метана и низкая светимость объекта, могут пролить свет на образование 51 Эридана b. Средняя температура планеты около 700 °K, что значительно выше чем средняя температура Юпитера, ближайшей по размерам планеты Солнечной системы, составляющая 130 °K. Астрономы также выявили наличие воды в спектре планеты. Моделирование атмосферы предполагает облачную атмосферу с низкой поверхностной гравитацией. До открытия 51 Эридана b, все планеты, обнаруженные методом прямого наблюдения, являлись газовыми гигантами, в несколько раз крупнее Юпитера.